# Közel-keleti Műszaki Egyetem
A Közel-keleti Műszaki Egyetem (törökül: Orta Doğu Teknik Üniversitesi, rövidítve ODTÜ) Törökország legjobbnak tartott műszaki egyetemeinek egyike, mely Ankarában található. Itt tanult Ali Babacan, korábbi török külügyminiszter és 1962–1964 között itt tanított Süleyman Demirel egykori miniszterelnök is.

## Története

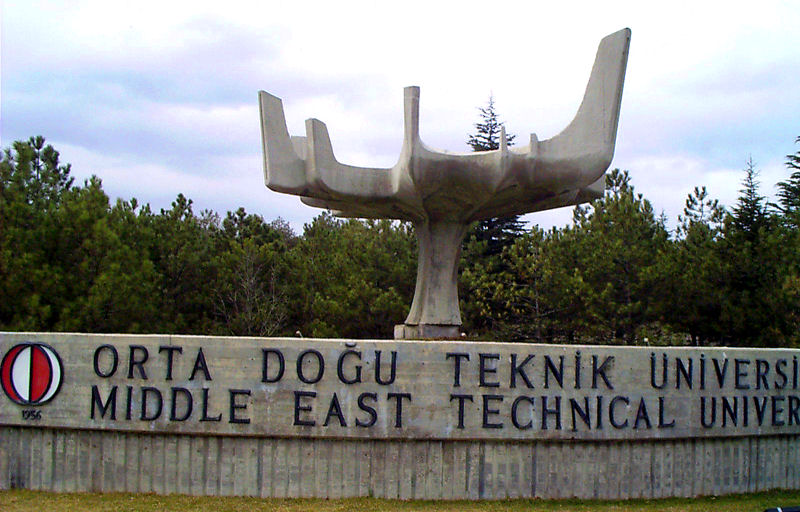
A „Tudás fáját” szimbolizáló szobor az ODTÜ bejáratánál.

Az ODTÜ-t 1956. november 15-én Orta Doğu Yüksek Teknoloji Enstitüsü (Közel-keleti Műszaki Intézet) néven alapították. Az első időkben két épületben működött, melyek közül az egyik a török parlament épülete mögött álló, egykori katonai laktanya volt. Az egyetem 1963-ban költözött a mai helyére, mely Törökország első egyetemi kampusza volt.
1956-ban az oktatás az építészeti karon indult meg, majd egy évvel később meghirdették az általános mérnöki kar programját is.
Az ODTÜ tanítási nyelve az angol, ezért az egyetem saját nyelviskolája előkészítő kurzusokat is tart a jövendő hallgatók számára.

## Kampuszok

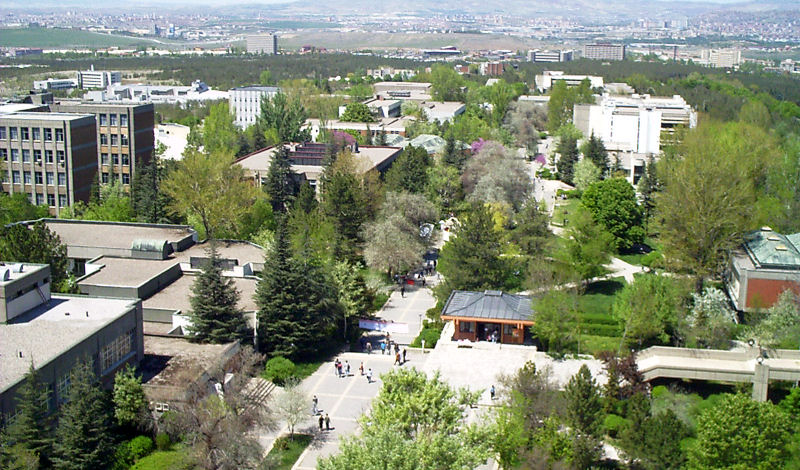
Az ODTÜ kampusza a mérnöki kar épületéből nézve

Az ODTÜ szinte teljes egészében egy kampuszon található, mely az Ankara–Eskişehir autópálya mellett terül el, erdősített környezetben. A kampuszhoz tartozik az Eymir-tó is. Az egyetem tengerészeti tudományok kara Törökország déli partvidékén, İçel-Erdemlinél, illetve Észak-Cipruson található.

## Kutatóközpontok
Az ODTÜ számos kutatóközpontot működtet, többek között a molekuláris biológia, a földrengéskutatás, a mikro-elektromechanikai rendszerek, a szoftverfejlesztés területén, illetve a társadalomtudományok terén; de együtt működnek például a török légierővel is a kutatás–fejlesztés területén és az űrkutatásban is segédkeznek.

## Lásd még
- Törökországi egyetemek listája

## Külső hivatkozások
- Middle East Technical University (angolul)
- ODTÜ hivatalos honlapja (törökül)